# Пригоровский, Михаил Михайлович
Михаил Михайлович Пригоровский (25 января (6 февраля) 1881 г., г. Клинцы Черниговской губернии — 21 июля 1949 г., Москва) — советский геолог, специалист по угольным месторождениям, заслуженный деятель науки и техники РСФСР (1946 г.), доктор геолого-минералогических наук (1935 г.), профессор Московской горной академии. Возглавлял работы по подсчёту запасов углей в СССР, описал типы и особенности угленосных бассейнов СССР.

## Биография
Пригоровский Михаил Михайлович родился в 1881 г. в г. Клинцы Черниговской губернии. Окончил в 1904 г. Московский университет по естественному отделению физико-математического факультета. С 1906 г. и до конца жизни работал как геолог-теоретик и практик, организатор геологоразведочных работ. Основное место работы — Геологический Комитет и органы, в которые он преобразовывался. С 1919 по 1926 г. был членом Дирекции Геологического Комитета, заведующим отделом Прикладной геологии и разведок. В 1931 г. назначен директором Угольного Геолого-Разведочного Института.
В 1918—1919 гг. был уполномоченным Геологического Комитета в Москве при Правительстве РСФСР.
В 1818 г. организовал широкие разведочные работы в Подмосковном угольном бассейне, первые планомерные разведки в нашей стране.
В 1920 году организовал широкие разведочные работы в Челябинском бассейне, непосредственно руководил теми и другими.
В 1818 г. основал (впервые в стране) завод по изготовлению бурового оборудования «Завод буровой техники».
В 1921—1923 гг. работал в Госплане СССР в отделе по вопросам изучения производительных сил.
В 1925 г. по заданию Ф. Э. Дзержинского (ВСНХ) и Г. В. Чичерина (НКИД) руководил комплексной горно-геологической экспедицией на Сахалине.
В 1926—1928 гг. руководил, по заданию Президиума ВСНХ, поисками в Подмосковном бассейне крупного угольного массива для обеспечения топливом электростанций. Результаты положительные — была выявлена угольная база для Сталиногорской ГРЭС.
В 1933—1934 гг. — заместитель председателя НТС Союзгеологоразведки и руководитель ряда Совещаний НТС, вынесших решения по оценке значимости различных объектов минерального сырья, особенно по углям, в том числе по [slovar.wikireading.ru/51927 Буреинскому бассейну].
С 1934 г. и до конца жизни являлся экспертом Всесоюзной Комиссии подсчета запасов полезных ископаемых при Министерстве геологии.
С 1935 г . по 1940 г . был членом геологической экспертной комиссии ВАК-а ВКВШ.
С 1934 по 1937 гг., в качестве члена Организационного Комитета по созыву ХVII Сессии Международного Геологического Конгресса, проходившего в Москве, принимал активное участие в подготовке и проведении Конгресса. Был одним из трех докладчиков от СССР на пленарных заседаниях Конгресса и одним из редакторов его трудов.
Неоднократно был членом различных комиссий при ВСНХ, позднее при Наркомтяжпроме, по разведкам и освоению минеральных ресурсов.
Последние годы работал в Институте Минерального Сырья Министерства геологии.
Автор более 100 печатных работ. Кроме того, под его руководством составлены и опубликованы 7 коллективных сборников по полезным ископаемым СССР и их освоению.
В 1935 г. М. М. Пригоровскому присуждена без защиты диссертации степень доктора геолого-минералогических наук.

## Педагогическая деятельность
С 1920 по 1930 гг. профессор Московской Горной Академии, позднее, по 1938 г. — профессор МГРИ. В МГА организовал и руководил кафедрами «Неметаллические полезные ископаемые» и «Твердые горючие ископаемые».
В 1929 г. М. М. Пригоровским были организованы при Угольном геологоразведочном институте курсы по повышению квалификации геолого-угольщиков, по подготовке техников, прорабов и коллекторов для разведочных партий.
В 1933—1934 гг. читал лекции на устроенных Наркомтяжпромом курсах повышения квалификации руководящего состава работников Наркомтяжпрома.
С 1338 г. и до конца жизни (с перерывом) — профессор Московского Областного Педагогического Института, где преподавал курс геологии и полезных ископаемых, руководил курсовыми работами и участвовал в работе института в качестве члена его Ученого Совета.

## Признание
В 1944 г. награждён Президиумом Верховного Совета СССР орденом «Знак почёта».
В 1946 г. М. М. Пригоровскому присвоено звание «Заслуженного деятеля науки и техники РСФСР».

## Научные труды М. М. Пригоровского
- Пригоровский М. М. Находки остатков ископаемых млекопитающих в торфяниках Богородского уезда Московской губернии // Краткий отчет о состаянии Университета за 1903 г. М.: МОИП, 1903. С. 308.
- Пригоровский М. М. Новые данные об аммонитах группы Olcostephanus (Craspedites Pavl. et Lampl.) okensis из Ярославской губернии // Зап. СПб. минерал. об-ва. 1906. Ч. 44. № 1. С. 483—506 : ил. : табл.
- Пригоровский М. М. К геологии южных уездов Московской губернии и смежных частей Рязанской и Калужской // Изв. Геол. ком. 1909. Т. 28. № 7. С. 521—559 : ил.
- Чернышев Ф. Н., Борисяк А. А., Тихонович Н. Н., Пригоровский М. М. Памяти Сергея Николаевича Никитина. // Изв. Геол. ком. 1909. Т. 28. № 10. С. 1-51. Отд. изд. СПб.: типо-лит. К. Биркенфельда, 1910. 51 с.
- Пригоровский М. М. Из геологических наблюдений в западной части Рязанской губернии // Изв. Геол. ком. 1911. Т. 30. № С. 725—790 : ил. : карт.
- Пригоровский М. М. О некоторых осадочных толщах к западу от Мугоджарских гор // Изв. Геол. ком. 1912. Т. 31. № 8. С. 527—538.
- Пригоровский М. М. Отчет по исследованию залежей фосфоритов в Рязанской губернии в 1910 году // Отчет по геологическому исследованию фосфоритовых залежей. Т. 3. М.: типо-лит. В. Ф. Рихтер, 1911. С. 515—587 : Прил.: 1. Карта распространения фосфоритовых залежей в Рязанском, Михайловском и Пронском уездах Рязанской губернии: Исследования 1910 г. / Сост. М. М. Пригоровский. Масштаб 1:420 000; 2. Карта распространения фосфоритовых залежей по правому берегу р. Оки в окрестностях с. Кузьминского: Исследования 1910 г. / Сост. М. М. Пригоровский. Масштаб 1:168 000; 3. Карта распространения фосфоритовых залежей по правому берегу р. Оки в окрестностях г. Рязани и д. Новоселки: Исследования 1910 г. / Сост. М. М. Пригоровский. Масштаб 1:168 000; 4. Карта распространения фосфоритовых залежей в области реки Прони между г.г. Михайловым и Пронском: Исследования 1910 г. / Сост. М. М. Пригоровский. Масштаб 1:168 000. (Тр. Комиссии Моск. с.-х. ин-та по исслед. фосфоритов. Сер. 1)
- Пригоровский М. М. Отчет по исследованию залежей фосфоритов в Рязанской губернии в 1911 году // Отчет по геологическому исследованию фосфоритовых залежей. Т. 4. М.: типо-лит. В. Ф. Рихтер, 1912. С. 611—633 : Прил. Карта распространения фосфоритовых залежей в Рязанской губ.: (К отчету за 1911 г.). Масштаб 1:420 000. (Тр. Комиссии Моск. с.-х. ин-та по исслед. фосфоритов. Сер. 1)
- Пригоровский М. М. Берчогурское каменноугольное месторождение: [глава для сводной статьи Карпинского А. П. «Месторождения ископаемых углей на восточном склоне Урала»] // Очерк месторождений ископаемых углей в России. СПб.: Геол. ком. 1913 : Гл. 6. С. 268—333; 555—556 : ил. : табл.; То же // Естественные производительные силы России. Т. 4: Полезные ископаемые. Пг.: Геол. ком. 1919. С. 87-123; То же на англ. яз. The coal fields of the east slope of the Urals // The coal resources of the world, an inquiry made upon the initiative of the Executive Committee of the XII International geological congress. Canada. 1913. Vol. 3. Toronto, 1913. P. 1195—1212.
- Пригоровский М. М. Отчет по исследованию залежей фосфоритов в Рязанской губернии в 1912 году // Отчет по геологическому исследованию фосфоритовых залежей. Т. 5. М.: типо-лит. В. Ф. Рихтер, 1913. С. 397—416 : Прил.: Карты распространения фосфоритов в Зарайском, Скопинском, Данковском и Раненбургском у.у. Рязанской губ. Масштаб 1:420 000. (Тр. Комиссии Моск. с.-х. ин-та по исслед. фосфоритов. Сер. 1)
- Пригоровский М. М. Очерк каменноугольных месторождений Подмосковного района. СПб.: Геол. ком., 1913. 27 с.
- Пригоровский М. М. Краткий геологический очерк Мугоджарских гор и смжных частей Тургайской и Уральской степей // Изв. Геол. ком. 1914. Т. 33. № 8. С. 889—928 : карт.
- Пригоровский М. М. Из геологических наблюдений в Киргизской степи к югу от Мугоджарских гор // Геол. вестник. 1915. Т. 1. № 2. С. 95-103 : карт.
- Пригоровский М. М. Несколько данных о континентальных третичных отложениях Тургайской Области // Изв. ИАН. Сер. 6. 1915. Т. 9. № 12. С. 1265—1280.
- Пригоровский М. М. Об углях и некоторых других полезных ископаемых Подмосковного бассейна // Изв. Геол. ком. 1915. Т. 34. С. 1057—1150 : ил. Отд. изд. 1918. 91 с. (Материалы по общей и прикладной геологии; Т. 30).
- Пригоровский М. М. Серные колчеданы в южной части Подмосковного бассейна // Изв. Геол. ком. 1915. Т. 34. С. 807—834 : карт.
- Пригоровский М. М. Челябинский угленосный бассейн // Развед. недр. 1915. № 23. С. 6-16.
- Пригоровский М. М. Геологические исследования в Киргизской степи // Изв. Геол. ком. 1916. Т. 35. № 1. С. 146—150.
- Пригоровский М. М. Месторождение углей в Одоевском уезде Тульской губ. и в бассейне р. Черепети в Лихвинском уезде Калужской губ. // Там же. № 6. Прил. к проток. С. 234—237.
- Пригоровский М. М. О выходе третичных кварцевых песчаников в районе ж.д. линии Сызрань-Батраки и за пределами его // Там же. № 7. № 7. Проток. С. 274—277.
- Пригоровский М. М. О залежах каменного угля в Князевском месторождений Казанской губ. и его окрестностях // Там же. № 9/10. Проток. С. 531—534.
- Пригоровский М. М. О подземных выработках старых Моховских копей при ст. Оболенское // Там же. № 8. Проток. С. 391—395.
- Пригоровский М. М. Очерк распространения и условий залегания углей в Подмосковном бассейне. Пг.: Поверхность и недра, 1916. 10, [4] с.
- Пригоровский М. М. О возможности получения артезианской воды в районе ст. Лихославль Николаевской ж.д. // Изв. Геол. ком. 1917. Т. 36. № 8/10. Проток. С. 413—414.
- Пригоровский М. М. О залежах угля в кварталах 24 и 34 Тульского Подгородного лесничества // Там же. № 5/7. Проток. С. 239.
- Пригоровский М. М. Обследование медных и железных руд Тургайской обл. и Атабассарском у. Акмолинской обл. // Там же. № 1. Отчет. С. 171—176.
- Пригоровский М. М. Огнеупорные и другие поделочные материалы в Центральной России // Там же. С. 636—649.
- Пригоровский М. М. Осмотр каменноугольных рудников в Подмосковном бассейне // Там же. С. 550—551.
- Пригоровский М. М. Отзыв по вопросу о глубине бурения для получения самоизливающейся воды в д. Зоркино Моркиногорской волости Бежецкого у. // Там же. № 8/10. Проток. С. 348.
- Пригоровский М. М. Геологические исследования в бассейне р. Оки: 58 лист 10-вёрстной карты // Изв. Геол. ком. 1918. Т. 37. № 1. Отчет. С. 13.
- Пригоровский М. М. Заключение о залежи каменного угля в районе ст. Пичкиряево Московско-Казанской ж.д. // Там же. № 7/8. Проток. С. 246—247.
- Пригоровский М. М. Отзыв о благонадежности и о степени разведанности месторождений угля в копях Малевской, Каменской и Пушкарево // Изв. Геол. ком. Там же. С. 329—332.
- Пригоровский М. М. Отзыв о благонадежности о благонадежности месторождений угля, разрабатываемых при ст. Бобрик-Донской, о размерах угольного поля и запасах горючего // Там же. С. 294—297.
- Пригоровский М. М. Отзыв о залежах угля на Лопатковских копях Юрьева и Данилевича около разъезда Дедилова // Там же. Прил. к проток. С. 305.
- Пригоровский М. М. Характеристика месторождений угля в пределах Скопинского у. Рязанской губ. // Там же. С. 305—309.
- Пригоровский М. М., Ширяева Ф. Н. Заключение по вопросу о водоснабжении г. Ярославля подземными водами // Изв. Геол. ком. 1919. Т. 38. № 2. С. 116—120.
- Пригоровский М. М. Исследование месторождений угля и железных руд в Центральной России // Изв. Геол. ком. 1919. Т. 38. № 1. Отчет. С. 62-69.
- Пригоровский М. М. Месторождение бурого угля в урочище Байконур Тургайской области // Естественные производительные силы России: Т. 4. Полезные ископаемые. Вып. 20. Пг.: КЕПС, 1919. С. 186—187 : ил.
- Пригоровский М. М., Ширяев Ф. Н. О водоснабжении гор. Ярославля подземными водами // Изв. Геол. ком. 1919. Т. 38. № 2. Проток. С. 116—120.
- Пригоровский М. М. О возможности получения артезианской или грунтовой воды около ст. Овинище (Тверская губ.) // Там же. С. 245.
- Пригоровский М. М. Подмосковный каменноугольный бассейн // Естественные производительные силы России: Т. 4. Полезные ископаемые. Вып. 20. Пг.: КЕПС, 1919. С. 12-18 : карт.
- Пригоровский М. М. Разведочные на уголь работы в Подмосковном бассейне с августа 1918 по май 1919 года. Пг.: Геол. ком., 1919. 23. с. (Материалы по общей и прикладной геологии; Т. 54).
- Пригоровский М. М. Сведения о Бер-Чогурском месторождении каменного угля (Казахская ССР) // Изв. Геол. ком. 1919. Т. 38. № 2. Проток. С. 43-45.
- Пригоровский М. М. Сведения о залежах железных руд и огнеупорных глин в районе заводов Гуся, Сынтула, Лубянского и Кулебакского // Там же. С. 142—145.
- Пригоровский М. М. Горная промышленность и запасы минерального сырья в Подмосковном бассейне // Горное дело. 1930. Т. 1. № 5. С. 152—155.
- Пригоровский М. М. Работы буровых партий Подмосковного района в 1920 г. // Народное хозяйство. 1920. № 9/10. С. 18-19.
- Пригоровский М. М. Разведки на уголь, выполняемые ГУК // Горное дело. 1920. № 1. С. 14-15.
- Пригоровский М. М., Куплетский Б. М. Детальная геологическая съемка в Щекинском, Бухоновском, Огаревском и Притульском рудничных районах Подмосковного бассейна // Изв. Геол. ком. 1921. Т. 40. № 7. Отчет. С. 352—353.
- Пригоровский М. М. К геологии западной части Киргизский степей // Геол. вестник. 1921. Т. 4. № 1/6. С. 1-4.
- Пригоровский М. М. Артезианские воды Русской равнины // Изв. Геол. ком. 1922. Т. 41. № 1. Речи и докл. С. 34-52 : табл.
- Пригоровский М. М. Исследования: 1) в районе Илецкой Защиты; 2) Бер-Чогурский и 3) Челябинских каменноугольных копей // Там же. Отчет. С. 403—408.
- Пригоровский М. М. Месторождения углей в Подмосковном бассейне // Топливное дело. 1922. № 10. С. 1-22.
- Пригоровский М. М. О запасах углей в южной группе копей Челябирского района и о возможности получения здесь подземных вод для водоснабжения // Изв. Геол. ком. 1922. Т. 41. № 6/9. Прил. к проток. С. 102—104.
- Пригоровский М. М. Об организации гидрогеологических обследований минеральных источников и курортов // Там же. № 8/10. С. 158—166.
- Пригоровский М. М. Об условиях водоснабжения ст. Химки и Крюково Николаевской ж.д. // Там же. С. 148—149.
- Пригоровский М. М. Огнеупорные глины Центральной России. Пг.: КЕПС, 1922. 57 с. (Материалы по изучению естественных производительных сил России; Т. 35).
- Пригоровский М. М. Отчет о поездках в Тургайскую область в 1914 г. // Тр. Геол. и Минерал. музея РАН. 1922. Т. 3. Вып. 3. С. 118—119.
- Котульский В. К., Пригоровский М. М. Сообщение о результате работы комиссии В. В. Киселева по делам ЦУПР // Изв. Геол. ком. 1922. Т. 41. № 6/9. Проток. С. 3-5.
- Пригоровский М. М. Задачи разведки в Подмосковном бассейне // Тр. 4 съезда ответственных сотрудников Москвугля: [Москва. 17-21 янв. 1923 г.]. Пг., 1923. С. 111—117.
- Пригоровский М. М., Рабинович Л. Г. Ископаемое горючее на Дальнем Востоке // Топливное дело. 1923. № 2. С. 37-44 : карт. : ил.
- Пригоровский М. М. Месторождение углей и горноразведочные работы в Челябинском районе // Каменноугольная промышленность Урала за первую половину 1922-23 операционного года. М: Гл. горно-топл. успр. ВСРХ СССР, 1923. С. 23-58 : ил. : карт.
- Пригоровский М. М. Отзыв о разработках глин в пределах Московской, Владимирской, Нижегородской и Рязанской губерний // Изв. МО Геол. ком. 1923. Т. 1. С. 53-54.
- Пригоровский М. М. Сырьевые и недровые ресурсы Центрально-Промышленной области // Труды Межгубернского съезда ЦПО. М.: Госплан, 1923. С. 80-102.
- Пригоровский М. М. Очерк рельефа и геологического строения Центрально-Промышленной области // Центр.-Промышл. область. 1924. № 1. С. 204—220.
- Пригоровский М. М. Результаты разведочных работ в пределах Челябинского каменноугольного района // Изв. Геол. ком. 1924. Т. 43. № 2. Отчет. С. 127—128.
- Пригоровский М. М. Из деятельности Разряда прикладной геологии и разведок // Вестн. Геол. ком. 1925. № 3. С. 46-54.
- Пригоровский М. М. Краткая информация о работах на Сахалине летом 1925 г. // Там же. № 1. С. С. 58-59.
- Пригоровский М. М. Геологическое строение и полезные ископаемые Московской губернии // Производительные силы и народное хозяйство Московской губернии: Тр. 1 губерн. конф. Вып. 1. М.: Губ. план. комис., 1925. С. 92-97.
- Пригоровский М. М. Полезные ископаемые ЦПО // Производительные силы ЦПО. М.: Госплан, 1925. С. 141—158.
- Пригоровский М. М. Разведочные работы на Бер-Чогурском каменноугольном месторождении Тургайской обл. // Изв. Геол. ком. 1925. Т. 44. № 2. Отчет. С. 193—194.
- Пригоровский М. М. Геологические и физико-географические наблюдения в западной части Киргизской степи // Зап. РМО. 1926. Ч. 55. № 1. Проток. С. 238—239.
- Пригоровский М. М. Полезные ископаемые Тульской губернии и их использование // Производительные силы Тульской губернии. Вып. 1. Тула: Изд-во Тульск. губ. плана, 1926. С. 15-25.
- Пригоровский М. М. Запасы углей в СССР: Объяснительная записка к сводке запасов углей, сотавл. Угольной секцией в янв. 1927 г. // Материалы по общей и прикладной геологии. Вып. 111. 1927. С. 23-56.
- Пригоровский М. М. Разведки на уголь в Подмосковном бассейне // Вестн. Геол. ком. 1927. № 6. С. 38-39.
- Пригоровский М. М., Васильев П. В. Гидрогеологический очерк степной полосы к западу и югу от Мугоджарских гор: (Предвар. отчет) // Изв. Геол. ком. 1928. Т. 47. № 7. С. 769—793 : ил. : карт.
- Пригоровский М. М. Разведки месторождений углей в 1926/27 г. // Годовой обзор минеральных ресурсов СССР за 1926/27 г. Л.: Геол. ком., 1928. С. 1008—1029.
- Пригоровский М. М. Ресурсы углей и другого минерального сырья в Подмосковном бассейне в связи с вопросом о районной станции в бассейне и предстоящем развитии бассейна вообще // Материалы к пятилетнему плану электрификации ЦПО (1927/28-1931/32 гг.), разработ. Главэлектро ВСНХ СССР. М.: ГОНТИ, 1928. С. 121—140.
- Пригоровский М. М., Янишевский Е. М. и др. Гидрогеологические исследования в Актюбинской губ. и поездка в верховья р. Эмбы (Казахстан) // Отчет о состоянии и деятельности Геологического комитета за 1926/27 г. Л.: Геол. ком., 1929. С. 383—384.
- Пригоровский М. М. Работа угольных партий Геологического комитета по июль-август 1929 г. // Вестн. Геол. ком. 1929. Т. 4. № 10. С. 11-17.
- Пригоровский М. М. Условия угленосности Рязанской губернии // Материалы к плану народного хозяйства Рязанской губ. Вып. 6. 1929. С. 30-38.
- Пригоровский М. М. Бурые угли восточного склона Урала // Обзор главнейших месторождений углей и горючих сланцев СССР. Л.: ГГРУ, 1930. С. 83-90.
- Пригоровский М. М. Геологоразведочные работы по углям за последнее десятилетие // Сборник науч. трудов Московской горной академии. М.: МГА, 1930. С. 23-31.
- Пригоровский М. М. Достижения и задачи в области изучения углей СССР // Обзор главнейших месторождений углей и горючих сланцев СССР. М.; Л.: ГГРУ, 1930. С. V—XIV.
- Пригоровский М. М. Каменноугольные отложения Казахстана // Там же. С. 103—117; 2-е изд. 1931. С. 155—168.
- Пригоровский М. М. О проблеме печорских углей // Там же. С. 153—154.
- Адлер Ю. Ф., Пригоровский М. М. Обзор запасов ископаемых углей и горючих сланцев СССР на 1 марта 1930 г.: По материалам Угольного геологоразведочного института. М.: Планхозгиз, 1930. 11 с.
- Пригоровский М. М. Подмосковный угленосный бассейн // Обзор главнейших месторождений углей и горючих сланцев СССР. Л.: ГГРУ, 1930. С. 47-54.
- Пригоровский М. М. Работы по обследованию угленосных участков в Подмосковном бассейне // Краткий отчет о работе институтов ГГРУ за 1927 г., 1928 г. и 1928/29 г. М.; Л.: ГГРУ, 1930. С. 82.
- Пригоровский М. М., Стадников Г. Л. Совещание геологов и химиков в Москве в декабре 1929 г. // Обзор главнейших месторождений углей и горючих сланцев СССР. Л.: ГГРУ, 1930. С. 275—277.
- Пригоровский М. М. Угли и горючие сланы // Состояние минерально-сырьевой базы промышлености СССР. Вып. 11. 1930. С. 126—148.
- Пригоровский М. М. [Ред.] Обзор главнейших месторождений углей и сланцев СССР. Л.: ГГРУ, 1930. 285 с.
- Пригоровский М. М. Геолого-разведочные работы на уголь и их значение // На план. фронте. 1931. № 3/4. С. 58-65.
- Пригоровский М. М. К вопросу о типах угольных месторождений в бассейнах СССР // Вестн. ВГРО. 1931. Т. 6. № 7/8. С. 5-9.
- Адлер Ю. Ф., Матвеев А. К., Пригоровский М. М. Сводка запасов углей и горючих сланцев по СССР на 1 октября 1930 г. // Обзор главнейших месторождений углей и горючих сланцев СССР. М.; Л.: ГГРУ, 1931. С. 21-32 : табл.
- Пригоровский М. М. Удвоить угольную базу // Разведка недр. 1931. № 4/5. С. 3-7 : карт.
- Пригоровский М. М. Характер угленосности и типы углей в Подмосковном бассейне // Вестн. ВГРО. 1931. Т. 6. № 11/12. С. 31-42.
- Пригоровский М. М. Челябинский буроугольный бассейн // Разведка недр. 1931. № 7. С. 1-13 : карт.
- Пригоровский М. М. Достижения в области познания угольной базы СССР за 15 лет. (1917—1932 гг.) // Вестн. Союзгеоразведки. 1932. № 11. С. 26-38.
- Пригоровский М. М. Итоги геологоразведочных работ 1931 г. по углям и горючим сланцам в СССР // Угольная база СССР: Основные итоги 3 Всесоюз. совещ. по геологоразвед. работам на угли и горючие сланцы. М.; Л., 1932. С. 16-41.
- Пригоровский М. М., Дорофеев П. Е. Очерк геологического строения и полезных ископаемых Узловского района // Геология и полезные ископаемые районов Московской области. Кн. 1. М.: Мособлплан, 932. С. 5-18.
- Пригоровский М. М. Угленосные районы СССР. М.; Л.: Геолразведиздат, 1932. 55 с.
- Пригоровский М. М. Угли и горючие сланцы СССР // Генеральный план электрификации СССР. М.: Соцэкгиз, 1933. С. 149—221.
- Пригоровский М. М. Угли СССР за 15 лет // Разведка недр. 1932. № 21/22. С. 16-20.
- Пригоровский М. М. Угольная база СССР // Горная промышленность СССР. Т. 1. Вып. 1: Горнотопливная промышленность. М.; Л.; Новосибирск: Госгориздат, 1932. С. 41-77 : табл.
- Пригоровский М. М. Укрепим разведки на угли и горючие сланцы // Разведка недр. 1932. № 2. С. 10-12.
- Пригоровский М. М. Что дают в текущем году разведки на уголь // Там же. № 1. С. 17-21 : ил.
- Пригоровский М. М. Возможные новые буроугольные площади // Атлас энергетических ресурсов СССР. Т. 2. Вып. 5. М.; Л.: ГОНТИ, 1933. С. 24-25.
- Пригоровский М. М. Домбаровское и другие месторождения углей в Средневолжском крае // Разведка недр. 1933. № 13. С. 18-19.
- Пригоровский М. М. Итоги разведок на уголь в первом пятилетии и их задачи во втором // Уголь. 1933. № 89. С. 39-55.
- Пригоровский М. М. Месторождения углей Западного, Центрального и Южного Казахстана // Краткий очерк месторождений углей и горючих сланцев. М., Л.: Геолразведиздат, 1933. С. 315—324.
- Пригоровский М. М. Новые находки углей — КМА, Башкирия // Разведка недр. 1933. № 10. С. 27.
- Пригоровский М. М. Новые угленосные районы СССР. М.; Л.: Геолразведиздат, 1933. 60 с.
- Пригоровский М. М. О разведках на угли и железные руды на Дальнем Востоке и на угли Восточной Сибири // Разведка недр. 1933. № 7. С. 11-14.
- Пригоровский М. М. Об угольных месторождениях Дальнего Востока // Краткий очерк месторождений углей и горючих сланцев СССР. М.; Л.: Госгеолтехиздат, 1933. С. 264—270.
- Пригоровский М. М. Основные задачи геологоразведочных работ на уголь в СССР // Там же. С. 4-29 : карт.
- Пригоровский М. М. Подмосковный бассейн // Краткий очерк месторождений углей и горючих сланцев СССР. М.; Л.: Госгеолтехиздат, 1933. С. 81-83.
- Пригоровский М. М. Подмосковный угольный бассейн: (Ископаемые угли) // Атлас энергетических ресурсов СССР. Т. 2. Вып. 4а. М.; Л.: ОНТИ,1933. С. 7-12.
- Пригоровский М. М. Разведка в Донбассе, на Урале и в Подмосковном бассейне // Разведка недр. 1933. № 9. С. 30-34.
- Пригоровский М. М. Разведка на угли в первом пятилетии // Социалистические пути борьбы за недра. М.; Л.: Геолразведиздат, 1933. С. 74-83.
- Пригоровский М. М. Тунгусский угленосный край // Краткий очерк месторождений углей и горючих сланцев СССР. М.; Л.: Госгеолтехиздат, 1933. С. 242—249.
- Пригоровский М. М. Угли Башкирии // Там же. С. 152—156.
- Пригоровский М. М. Угли Орского районы // Там же. С. 190—193.
- Пригоровский М. М. Угольные ресурсы Севера // Труды 1 Всесоюз. конф. по размещению производительных сил СССР: Т. 8. Проблемы Севера. М.: Госплан СССР, 1933. С. 128—137.
- Пригоровский М. М., Степанов П. И., Фукс Н. К. и др. [Ред.] Краткий очерк месторождений углей и горючих сланцев. М., Л.: Геолразведиздат, 1933. 478 с.
- Пригоровский М. М. Итоги и задачи изучения угленосных районов Союза ССР // Пробл. сов. геологии. 1934. Т. 2. № 5. С. 85-104.
- Пригоровский М. М. О сквозной бригаде для улучшения перебурки пластов угля // Разведка недр. 1934. № 1. С. 35-37.
- Пригоровский М. М. Уголь близ Орска // Горн. журнал. 1934. № 9. С. 69-70.
- Пригоровский М. М. Геологическая характеристика Челябинского бассейна и его угленосность // Челябинские угли. М.; Л.; Изд-во АН СССР, 1935. С. 19-34 : ил.
- Пригоровский М. М. Геология, условия угленосности и водоносности Тургайского пролива Зюсса // Пробл. сов. геологии. 1935. № 2. С. 142—151.
- Пригоровский М. М. Елкинское месторождение углей на восточном склоне Урала // Разведка недр. 1935. № 24. С. 16-18.
- Пригоровский М. М. Ископаемые угли. Ресурсы ископаемых углей // Атлас энергетических ресурсов СССР: Ч. 2. Топливные ресурсы. М.; Л.: ОНТИ, Гл. ред. энергет. лит., 1935. С. 3-3- : карт.
- Пригоровский М. М. Ископаемые угли СССР // Наука и жизнь. 1935. № 1. С. 23-29 : ил.
- Пригоровский М. М. Уголь // Геологогеодезическая изученность СССР и его минерально-сырьевая база. М.; Л. : ОНТИ, Гл. ред. геол.-развед. и геодез. лит., 1935. С. 60-71.
- Видорович М. Б., Иванов Г. А., Житомиров Г. Я., <…> Пригоровский М. М. и др. Уголь. Л.; М.: ОНТИ, Гл. ред. геол.-развед. и геодез. лит., 1935. 232 с. (Минерально-сырьевая база СССР; Вып. 25).
- Пригоровский М. М. Челябинский угольный бассейн // Разведка недр. 1935. № 23. С. 6-16 : ил.
- Блохин А. А., Пригоровский М. М., Мокринский В. В. [Ред.] Геология угольных месторождений СССР. Вып. 8: Геология угольных месторождений Западно-Сибирского края и западных частей Красноярского края: [Сб. статей]. Л.; М.: ОНТИ, Гл. ред. геол.-развед. и геодез. лит. 1936. 204 с. URL
- Пригоровский М. М. Восточный склон Урала // Запасы углей СССР. Л.; М.: ОНТИ, Гл. ред. геол.-развед. и геодез. лит, 1937. С. 26-29. (17 сес. МГК).
- Пригоровский М. М. Главнейшие достижения в изучении угольной базы СССР за годы советской власти // Пробл. сов. геологии. 1937. № 10. С. 893—903.
- Пригоровский М. М. Задачи и направление геологоразведочных работ на угли в III пятилетии // Там же. № 8. С. 681—694.
- Пригоровский М. М. Запасы углей СССР // Запасы углей СССР. Л.; М.: ОНТИ, Гл. ред. геол.-развед. и геодез. лит, 1937. С. 1-14 : карт. (17 сес. МГК).
- Пригоровский М. М. Казахская ССР // Там же. С. 81-83 : карт.
- Жемчужников Ю. А., Пригоровский М. М. Каменный уголь // БСЭ. Т. 31. 1937. С. 104—114.
- Пригоровский М. М. Коркинское угольное месторождение (Челябинский бассейн) // Международный геологический конгресс. 17 сессия. СССР. 1937: Уральская экскурсия. Южный маршрут. Л.; М.: ОНТИ, Гл. ред. геол.-развед. и геодез. лит., 1937. С. 58-69 : ил. : карт.
- Пригоровский М. М. Месторождения углей СССР // Энергетические ресурсы СССР. Т. 1. М.: Изд-во АН СССР, 1937. С. 11-86.
- Пригоровский М. М. Результаты и задачи изучения угольной базы СССР // Пробл. сов. геологии. 1937. № 7. С. 583—595.
- Пригоровский М. М. Типы угленосных бассейнов // Международный геологический конгресс. 17 сессия. СССР. 1937: Тез. докладов. М.; Л.: ОНТИ, Гл. ред. горно-топл. и геол. развед. лит, 1937. С. 37-38; То же // Международный геологический конгресс. 17 сессия. СССР. 1937: Труды. Т. 1. М.: ГОНТИ, Ред. горно-топл. и геол.-развед. лит., 1939. С. 301—306.
- Пригоровский М. М. Угленосная провинция Северо-Восточного Казахстана // Пробл. сов. геологии. 1937. № 5/6. С. 465—469 : табл.
- Пригоровский М. М. Угольные бассейны СССР // Международный геологический конгресс. 17 сессия. СССР. 1937: Тез. докладов. М.; Л.: ОНТИ, Гл. ред. горно-топл. и геол. развед. лит, 1937. С. 35-36.
- Пригоровский М. М. Что дают в текущем году разведки на уголь // Пробл. сов. геологии. 1937. № 1. С. 17-19.
- Пригоровский М. М. [Ред.] Запасы углей СССР: Подсчеты по районам. Л.; М.: ОНТИ, Гл. ред. геол.-развед. и геодез. лит, 1937. 88, [2] с. (17 сес. МГК).
- Пригоровский М. М. Бурые угли // Химическая переработка бурых углей СССР. М.: Плановое хозяйство, 1938. С. 17-95.
- Пригоровский М. М. К вопросу о литолого-стратиграфических исследованиях в угленосных бассейнах // Пробл. сов. геологии. 1938. № 2. С. 161—164.
- Пригоровский М. М., Борисевич Е. К. Качество работ и состояние отчетности при разведках на уголь // Разведка недр. 1938. № 19. С. 4-10.
- Пригоровский М. М. Угли Башкирии // Краткий очерк месторождений углей и горючих сланцев СССР. М.; Л.: Геолразведиздат, 1938. С. 152—156.
- Бай-Балаев Ф. Ф., Пригоровский М. М. Горючие сланцы // Геологическая изученность и минерально-сырьевая база СССР к XVIII съезду ВКП(б). М.; Л.: ГОНТИ, 1939. С. 64-68.
- Пригоровский М. М. Угленосные бассейны Урала // Международный геологический конгресс. 17 сессия. СССР. 1937: Труды. Т. 1. М.: ГОНТИ, Ред. горно-топл. и геол.-развед. лит., 1939. С. 644—645; То же на англ. яз. Coal basins of the Union of Soviet Socialist Republics // Pfn.-Fm. Geol. 1938. Vol. 69. N 2. P. 101—104.
- Пригоровский М. М. Угленосные провинции и бассейны СССР // Там же. С. 181—206.
- Пригоровский М. М. Угольная база СССР // Геологическая изученность и минерально-сырьевая база СССР к XVIII съезду ВКП(б). М.; Л.: ГОНТИ, 1939. С. 68-80; То же // Уголь. 1939. № 12. С. 12-18 : табл.
- Пригоровский М. М. Угольные районы местного значения // Геологическая изученность и минерально-сырьевая база СССР к XVIII съезду ВКП(б). М.; Л.: ГОНТИ, 1939. С. 81-90.
- Пригоровский М. М. Башкирская АССР // Угли местного значения. М.; Л.: Гостоптехиздат, 1940. С. 93-95.
- Пригоровский М. М. Бурые угли Украины // Там же. С. 38-44.
- Пригоровский М. М. Курская и Воронежская области // Там же. С. 36-37.
- Пригоровский М. М. О поисках пермских углей между реками Вяткой и Камой и Уральским хребтом // Там же. С. 90-92.
- Бай-Балаев Ф. Ф., Пригоровский М. М. Подмосковный бассейн // Там же. С. 20-35 : табл. : карт.
- Пригоровский М. М. Размещение угольных ресурсов СССР и угольная база СССР // Там же. С. 5-19 : табл.
- Бай-Балаев Ф. Ф., Чернышев Г. В., Пригоровский М. М. и др. Урал // Там же. С. 62-89.
- Пригоровский М. М. Чкаловская и Куйбышевская области и Западный Казахстан // Там же. С. 96-114 : ил.
- Пригоровский М. М. [Ред.] Угли местного значения: [Сб. статей]. М.; Л.: Гостоптехиздат, 1940. 372 с.
- Пригоровский М. М. Мезозойские угленосные толщи южной части Восточного Казахстана // Геология СССР. Т. 20. Ч. 1. М.; Л.: Госгеолиздат, 1941. С. 436—437.
- Пригоровский М. М. Меловые отложения южных районов Восточного Казахстана: Челкар-Аральский район // Там же. С. 462—464.
- Пригоровский М. М. Тектоника южных районов Восточного Казахстана: Челкар-Аральский район // Там же. С. 799—800.
- Пригоровский М. М. Третичные отложения южных районов Восточного Казахстана: Челкар-Аральский район // Там же. С. 523—527.
- Пригоровский М. М. Физико-географическое описание южных районов Восточного Казахстана: Челкар-Аральский район // Там же. С. 79-80.
- Пригоровский М. М. Четвертичные отложения южных районов Восточного Казахстана: Челкар-Аральский район // Там же. С. 585—586.
- Пригоровский М. М. Достижения советской геологии в деле изучения и разведок угольной базы СССР // Советская геология за 30 лет. М.; Л.: Госгеолиздат, 1947. С. 197—213.
- Пригоровский М. М. Карта фактического и предполагаемого распространения углей СССР // Тр. ИГН АН СССР. Вып. 90. Угольн. сер. № 2. 1947. С. 195—201.
- Пригоровский М. М. О задачах, методах и программе преподавания геологии в педагогических институтах // Учен. зап. МОПИ. Т. 9. Тр. каф. геогр. ф-та. Вып. 4. 1947. С. 313—321.
- Пригоровский М. М. Об исследовании и разведках Тургайской впадины (Тургайского пролива) // Там же. С. 3-18.
- Пригоровский М. М. Построение курса геологии в педагогических институтах // Вестн. высш. школы. 1947. № 10. С. 34-37.
- Пригоровский М. М. Геологические исследования и палеогеографический анализ при разведках угленосных районов СССР. М.: Углетехиздат Западугля, 1948. 135 с.
- Пригоровский М. М. Угли Челябинской области // Угли Челябинской области. Челябинск: Челяб. обл. изд-во, 1949. С. 3-121.